# Resolució 1598 del Consell de Seguretat de les Nacions Unides
La Resolució 1598 del Consell de Seguretat de les Nacions Unides, adoptada per unanimitat el 28 d'abril de 2005 després de reafirmar totes les resolucions anteriors del Sàhara Occidental, en particular la Resolució 1495 (2003) Resolució 1541 (2004) i Resolució 1570 (2005) el consell va ampliar el mandat de la Missió de Nacions Unides pel Referèndum al Sàhara Occidental (MINURSO) per dos mesos fins al 31 d'octubre de 2005.
El Consell de Seguretat va reafirmar la necessitat d'una solució duradora i mútua per al problema del Sàhara Occidental, que proporcionaria l'autodeterminació de la població del territori. Tant el Marroc com el Front Polisario van ser convidats a cooperar amb les Nacions Unides per posar fi al destí polític i arribar a una solució a la disputa de llarg termini. També es va demanar al Front Polisario que alliberés tots els presoners de guerra d'acord amb el dret internacional humanitari, mentre que, juntament amb el Marroc, havia de cooperar amb el Comitè Internacional de la Creu Roja per determinar el destí de les persones desaparegudes. Tots els acords militars celebrats amb la MINURSO han de ser respectats.
Mentrestant, es va demanar al secretari general Kofi Annan que informés sobre la situació i la MINURSO, inclosa una revisió de la seva estructura. Es va demanar als Estats membres que consideressin contribuir a mesures de foment de la confiança per facilitar un major contacte personal, com ara visites familiars.